# Aigremont (Yvelines)
Pour les articles homonymes, voir Aigremont.
Aigremont est une commune française située dans le département des Yvelines, en région Île-de-France.
Ses habitants sont appelés les Aigremontoises et les Aigremontois.

## Géographie

### Localisation
Aigremont est située à 3 km à l'ouest de Saint-Germain-en-Laye et 25 km environ à l'ouest de Paris.
La commune se trouve au sud de la forêt de Saint-Germain-en-Laye et au nord de la forêt de Marly.

### Hydrographie
Il n'existe aucun réseau hydrographique de surface.

### Communes limitrophes
| Poissy |              |            |
|        | Aigremont    | Chambourcy |
|        | Feucherolles |            |

### Climat
Pour des articles plus généraux, voir Climat de l'Île-de-France et Climat des Yvelines.
En 2010, le climat de la commune est de type climat océanique dégradé des plaines du Centre et du Nord, selon une étude du CNRS s'appuyant sur une série de données couvrant la période 1971-2000. En 2020, Météo-France publie une typologie des climats de la France métropolitaine dans laquelle la commune est dans une zone de transition entre le climat océanique et le climat océanique altéré et est dans la région climatique Sud-ouest du bassin Parisien, caractérisée par une faible pluviométrie, notamment au printemps (120 à 150 mm) et un hiver froid (3,5 °C).
Pour la période 1971-2000, la température annuelle moyenne est de 10,9 °C, avec une amplitude thermique annuelle de 14,4 °C. Le cumul annuel moyen de précipitations est de 674 mm, avec 11,1 jours de précipitations en janvier et 8 jours en juillet. Pour la période 1991-2020, la température moyenne annuelle observée sur la station météorologique la plus proche, située sur la commune de Maule à 12 km à vol d'oiseau, est de 11,8 °C et le cumul annuel moyen de précipitations est de 677,0 mm,. Pour l'avenir, les paramètres climatiques de la commune estimés pour 2050 selon différents scénarios d'émission de gaz à effet de serre sont consultables sur un site dédié publié par Météo-France en novembre 2022.

## Urbanisme

### Typologie
Au 1er janvier 2024, Aigremont est catégorisée ceinture urbaine, selon la nouvelle grille communale de densité à sept niveaux définie par l'Insee en 2022.
Elle est située hors unité urbaine. Par ailleurs la commune fait partie de l'aire d'attraction de Paris, dont elle est une commune du pôle principal,. Cette aire regroupe 1 929 communes,.

### Occupation des solssimplifiée
Le territoire de la commune se compose en 2017 de 82,52 % d'espaces agricoles, forestiers et naturels, 3,82 % d'espaces ouverts artificialisés et 13,56 % d'espaces construits artificialisés.

## Toponymie
Le nom de la localité est attesté sous les formes Archimons en 767, Actricus mons en 768,, Acremons au Xe siècle, Acer mons au XIIIe siècle, puis Acrimons ou Acrimonte en 1254, Egremont en 1757.
C'est une mélecture  par Benjamin Guérard de Actrico-monte pour Aetrico-monte. Elle avait été bien lue par l'abbé Lebeuf qui correspond à l'ancien nom de Montlhéry.
Ce toponyme signifie « colline escarpée », « mont pointu », du latin acer-acris  pointu) et montem ( mont).
C'est un toponyme assez répandu. Quatre communes françaises et de nombreux hameaux portent ce nom ; Aigremont dans le Gard, Aigremont dans la Haute-Marne, Aigremont dans l'Yonne, Aigremont dans les Yvelines.

## Histoire
1207 marque l'entrée d'Aigremont dans l'histoire. Simon III de Poissy (v.1175-1247), détenteur du fief, a fait ériger une chapelle privée à proximité de sa ferme. Il demande à l'abbaye chartraine de Saint-Jean-en-Vallée d'y créer une nouvelle paroisse par détachement de celle de Chambourcy et d'y installer un prieuré.
En 1212, il reçoit du roi les bois d'Aigremont en échange de droits qu'il possédait en forêt de Laye. Il transforme sa ferme en forteresse et en rend hommage au roi Philippe Auguste en 1223.
La seigneurie d'Aigremont reste dans la mouvance des châtelains de Poissy ou de seigneurs des environs jusqu'à la fin de la guerre de Cent Ans. Au bord de la route de Paris vers la Normandie, la ferme fortifiée d'Aigremont joue pendant toute cette période un rôle militaire modeste parmi les points fortifiés tout au long de cette route : Béthemont, Poncy, Retz, La Mont joie.
A la fin du XVe siècle, sous Louis XI, la paix revenue, la seigneurie d'Aigremont passe aux mains de la nouvelle noblesse des Parlements et de la robe, avec les familles Poignant, Viole et Longueil. Pour ces grands et riches parlementaires, Aigremont reste une possession lointaine où ils ne résident pas et dont ils assurent l'exploitation à travers leurs intendants, les receveurs de la Terre d'Aigremont qui habitent la ferme fortifiée transformée en pacifique demeure agricole et qui détiennent le vrai pouvoir local.

## Politique et administration

### Liste des maires
| Période                                  | Période  | Identité              | Étiquette | Qualité                |
| ---------------------------------------- | -------- | --------------------- | --------- | ---------------------- |
| Les données manquantes sont à compléter. |          |                       |           |                        |
| 1789                                     | 1792     | Félix Denyau          |           | Prêtre                 |
| 1792                                     | 1793     | Jean-Charles Lapierre |           |                        |
| 1793                                     | 1794     | Jean-Charles Renard   |           |                        |
| 1794                                     | 1815     | Pierre Purget         |           |                        |
| 1816                                     |          | Fourchy               |           |                        |
| 1893                                     | ?        | Jean-Adrien Dubreuil  |           |                        |
|                                          |          |                       |           |                        |
| 1925                                     | 1929     | Edmond Marbouty       |           |                        |
| 1929                                     | 1971     | René Meslé            | CNIP      | Agriculteur exploitant |
| 1971                                     | 1995     | Désiré Prunier        |           |                        |
| 1995                                     | 2014     | Gilbert Dijon         | UMP       |                        |
| 2014                                     | En cours | Samuel Benoudiz       |           | Chef d'entreprise      |

## Population et société

### Démographie

#### Évolution démographique
L'évolution du nombre d'habitants est connue à travers les recensements de la population effectués dans la commune depuis 1793. Pour les communes de moins de 10 000 habitants, une enquête de recensement portant sur toute la population est réalisée tous les cinq ans, les populations de référence des années intermédiaires étant quant à elles estimées par interpolation ou extrapolation. Pour la commune, le premier recensement exhaustif entrant dans le cadre du nouveau dispositif a été réalisé en 2006.

En 2022, la commune comptait 1 082 habitants, en évolution de −0,73 % par rapport à 2016 (Yvelines : +2,72 %, France hors Mayotte : +2,11 %).
| 1793 | 1800 | 1806 | 1821 | 1831 | 1836 | 1841 | 1846 | 1851 |
| ---- | ---- | ---- | ---- | ---- | ---- | ---- | ---- | ---- |
| 148  | 137  | 148  | 158  | 162  | 154  | 156  | 166  | 167  |

| 1856 | 1861 | 1866 | 1872 | 1876 | 1881 | 1886 | 1891 | 1896 |
| ---- | ---- | ---- | ---- | ---- | ---- | ---- | ---- | ---- |
| 177  | 191  | 175  | 179  | 176  | 184  | 202  | 194  | 200  |

| 1901 | 1906 | 1911 | 1921 | 1926 | 1931 | 1936 | 1946 | 1954 |
| ---- | ---- | ---- | ---- | ---- | ---- | ---- | ---- | ---- |
| 200  | 185  | 186  | 155  | 165  | 189  | 187  | 186  | 217  |

| 1962 | 1968 | 1975 | 1982 | 1990 | 1999 | 2006  | 2011  | 2016  |
| ---- | ---- | ---- | ---- | ---- | ---- | ----- | ----- | ----- |
| 280  | 262  | 406  | 864  | 914  | 873  | 1 063 | 1 105 | 1 090 |

| 2021  | 2022  | - | - | - | - | - | - | - |
| ----- | ----- | - | - | - | - | - | - | - |
| 1 083 | 1 082 | - | - | - | - | - | - | - |

#### Pyramide des âges
En 2018, le taux de personnes d'un âge inférieur à 30 ans s'élève à 35,6 %, soit en dessous de la moyenne départementale (38 %). À l'inverse, le taux de personnes d'âge supérieur à 60 ans est de 24,6 % la même année, alors qu'il est de 21,7 % au niveau départemental.
En 2018, la commune comptait 553 hommes pour 527 femmes, soit un taux de 51,20 % d'hommes, largement supérieur au taux départemental (48,68 %).
Les pyramides des âges de la commune et du département s'établissent comme suit.
| Hommes | Classe d’âge | Femmes |
| ------ | ------------ | ------ |
| 0,0    | 90 ou +      | 0,6    |
| 8,3    | 75-89 ans    | 7,0    |
| 16,5   | 60-74 ans    | 17,0   |
| 27,2   | 45-59 ans    | 29,2   |
| 10,0   | 30-44 ans    | 13,2   |
| 18,7   | 15-29 ans    | 16,7   |
| 19,3   | 0-14 ans     | 16,4   |

| Hommes | Classe d’âge | Femmes |
| ------ | ------------ | ------ |
| 0,6    | 90 ou +      | 1,4    |
| 6      | 75-89 ans    | 7,8    |
| 13,5   | 60-74 ans    | 14,8   |
| 20,7   | 45-59 ans    | 20,1   |
| 19,6   | 30-44 ans    | 19,9   |
| 18,5   | 15-29 ans    | 16,8   |
| 21,2   | 0-14 ans     | 19,2   |

### Enseignement
La commune est desservie par un groupe scolaire composé d'une école maternelle et d'une école primaire : l'école de la Forêt.

## Économie
Le village, précédemment à vocation agricole et surtout fruitière à l'instar des communes alentour participait, entre autres, à l'élaboration du Noyau de Poissy et est devenu aujourd'hui une commune résidentielle pavillonnaire.
Au recensement agricole de 2000, l'agriculture dans la commune ne comptait plus que trois exploitations agricoles professionnelles contre huit en 1988.

## Culture locale et patrimoine

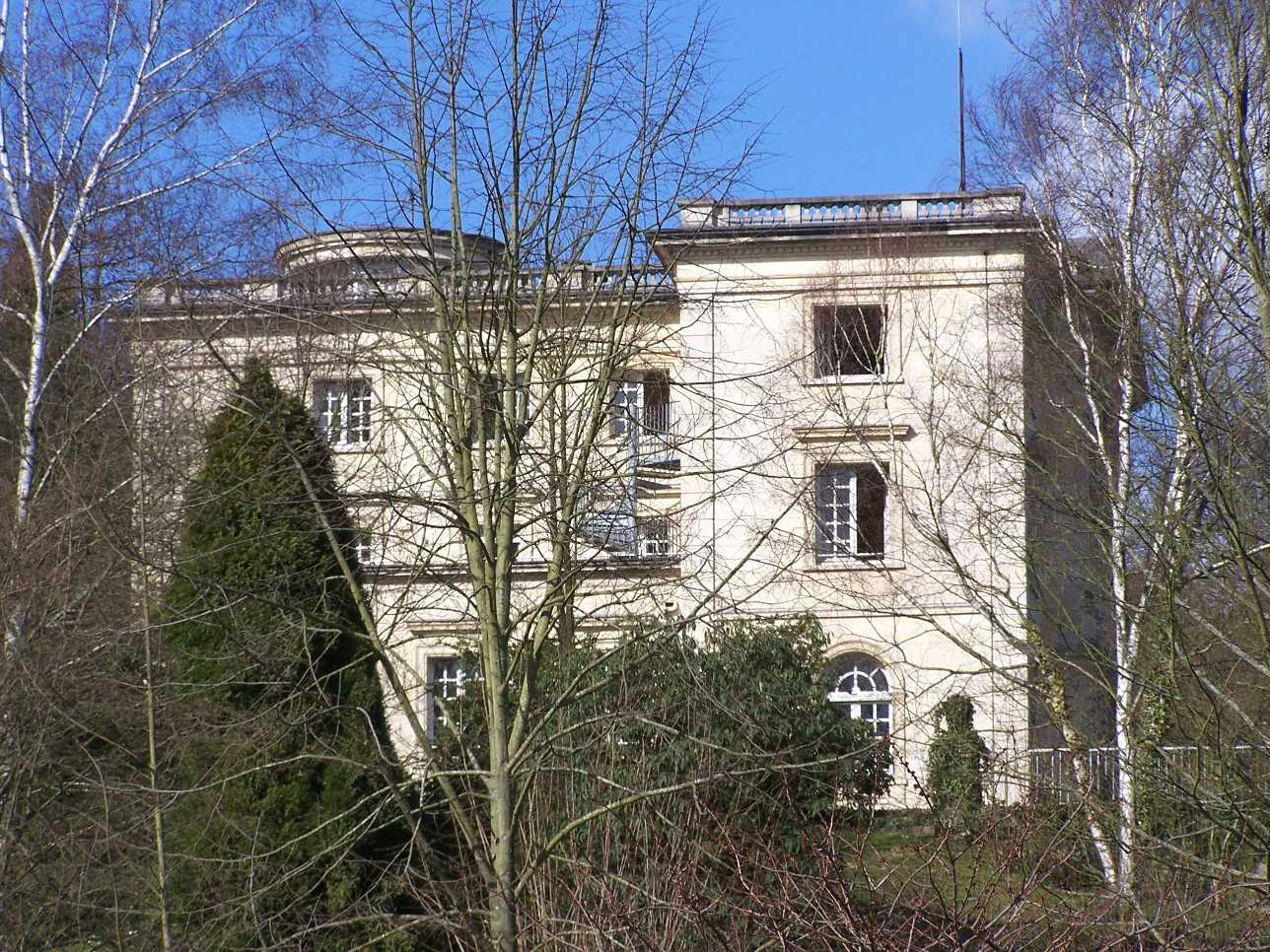
Le château d'Aigremont datant du XVIIIe siècle vu du village.

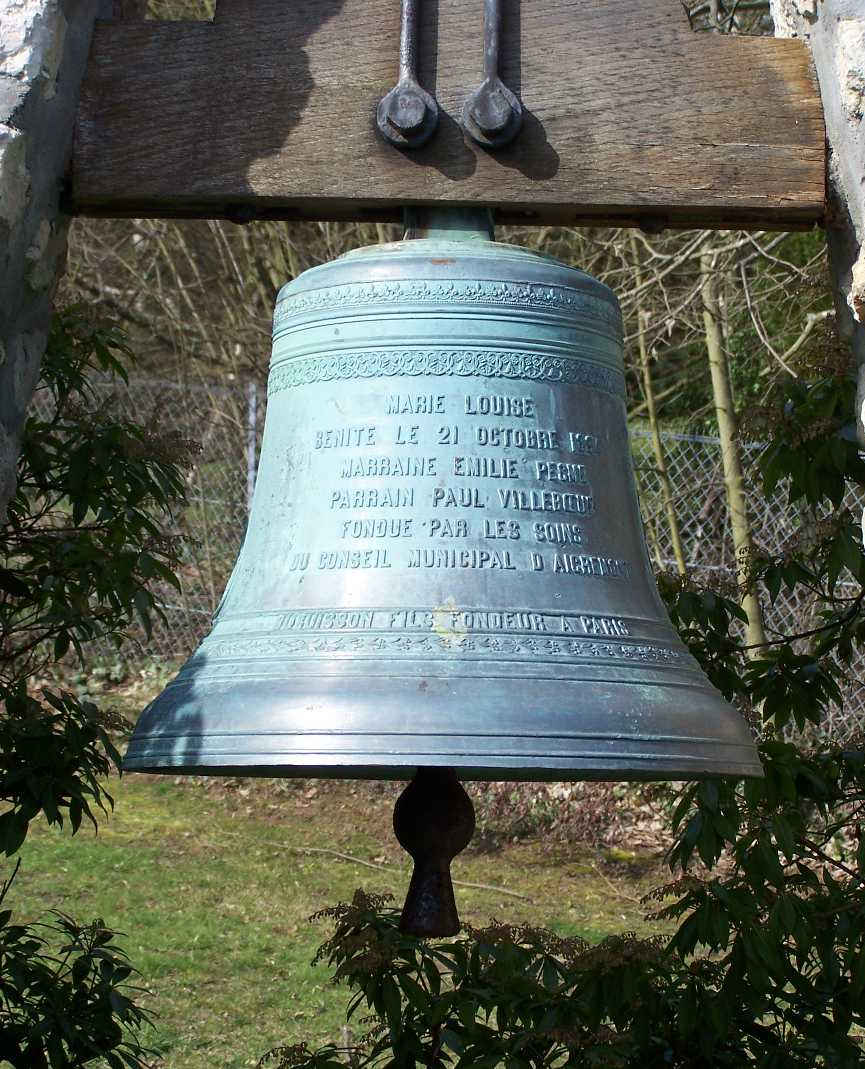
La cloche Marie Louise date de 1894 et appartenait à l'église Saint-Éloi.

### Lieux et monuments
- Le château d'Aigremont.

Construit au XVIIIe siècle, en pierre de taille dont la façade reprend les éléments architecturaux du château de Compiègne, environné par un vaste parc forestier en continuité avec la forêt domaniale de Marly-le-Roi au sein d'un site classé depuis 1983 pour ses paysages. C'est une demeure privée.
Il fait partie des bâtiments remarquables de la commune, protégés au titre de l'article L.151-19 du Code de l'urbanisme,.
- L'église Saint-Éloi du XVIIe siècle.

L'édifice a subi un incendie en 1947 puis s'est écroulé l'année suivante en 1948. Il n'en reste que la cloche Marie Louise exposée sur un petit terre-plein devant la mairie et le coq-girouette à l'abri dans la maison communale.
En 1925, la maire prend la décision de fermer l'église en raison de son délabrement. Les prêtres de Chambourcy avaient servi cette église de façon sporadique, et ont cessé d'y venir au début du XXe siècle,.
- Le lavoir.
- Une fontaine semi-circulaire en pierre est adossée à un mur sur lequel sont accrochés deux bas reliefs.

### Héraldique
| Blason de Aigremont | Blason  | De sinople aux trois chevrons d'or, à la pomme de même en pointe. |
| Blason de Aigremont | Détails |                                                                   |

### Galerie

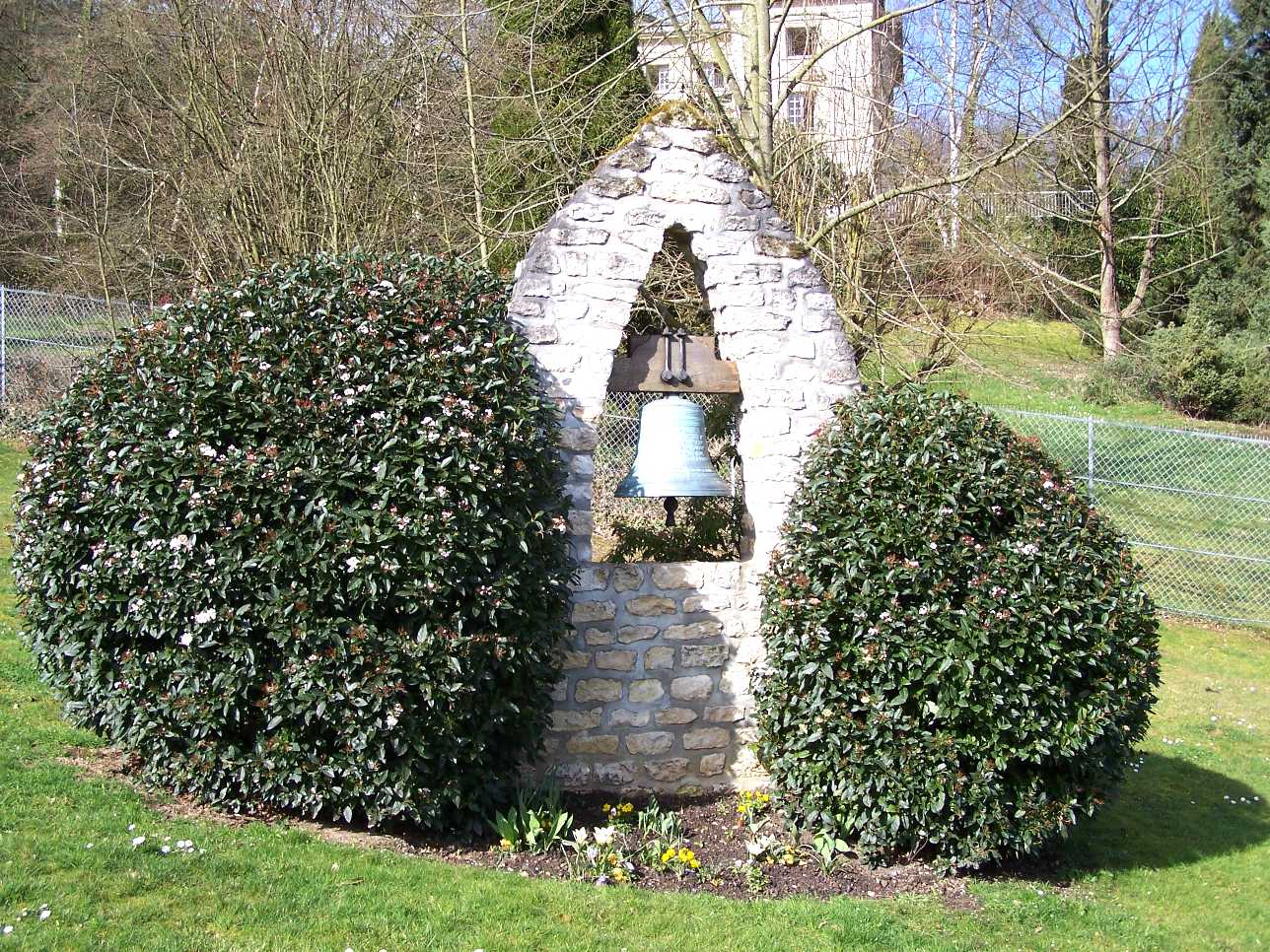
Marie Louise exposée devant l'hôtel de ville À l'arrière-plan, le château.
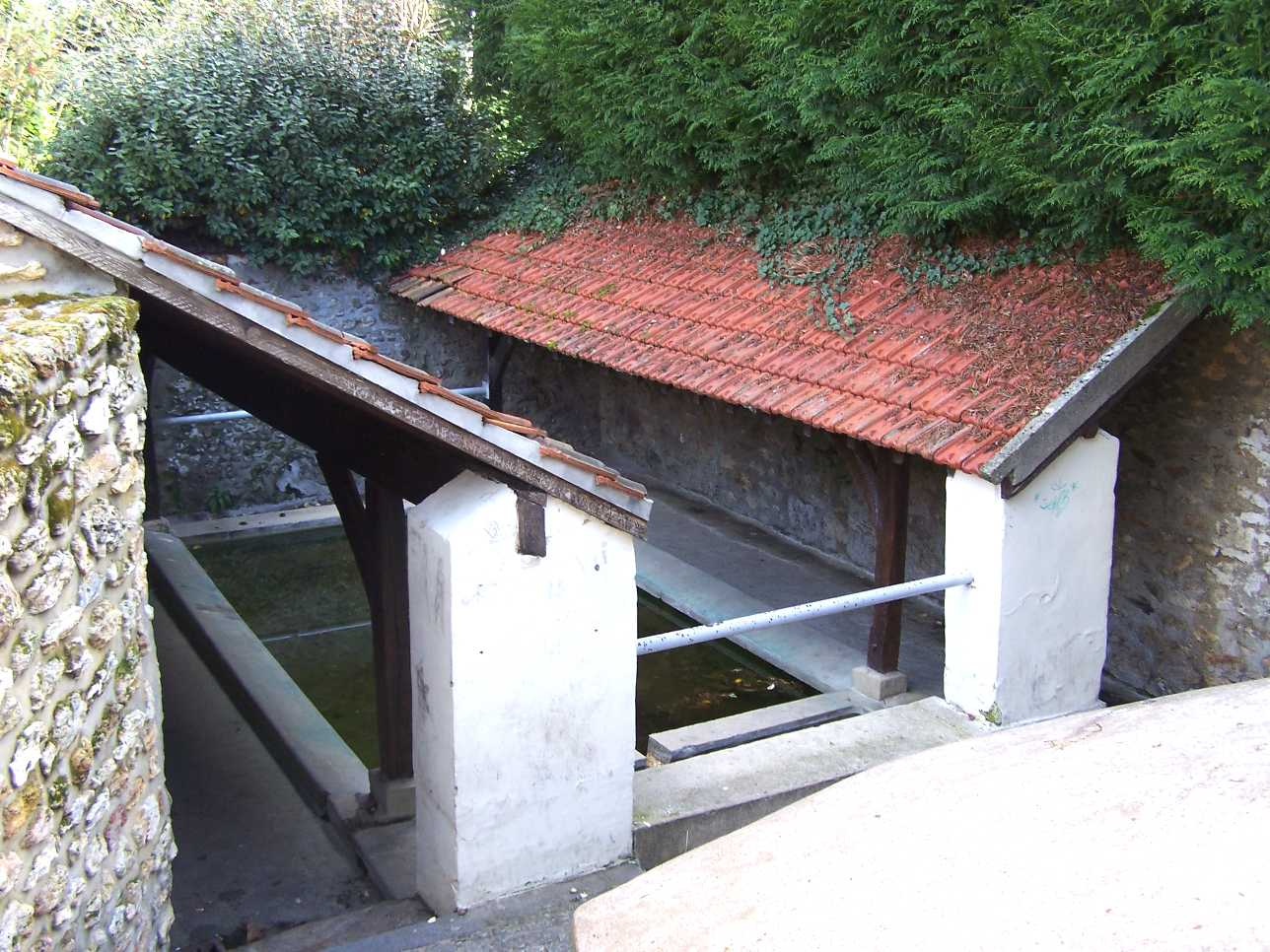
Le lavoir dans une ruelle du village.
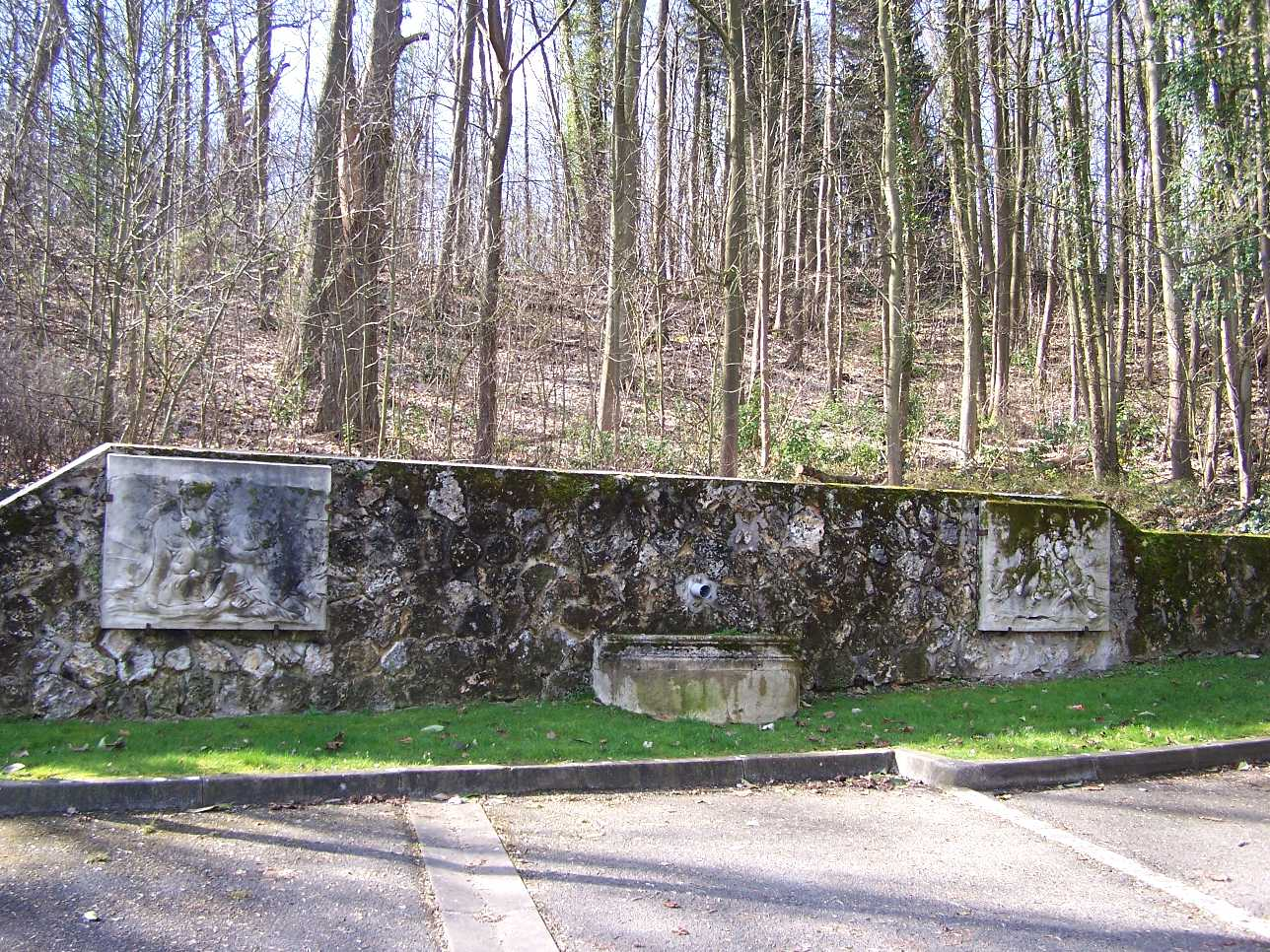
Une fontaine en bordure de forêt près de l'hôtel de ville.
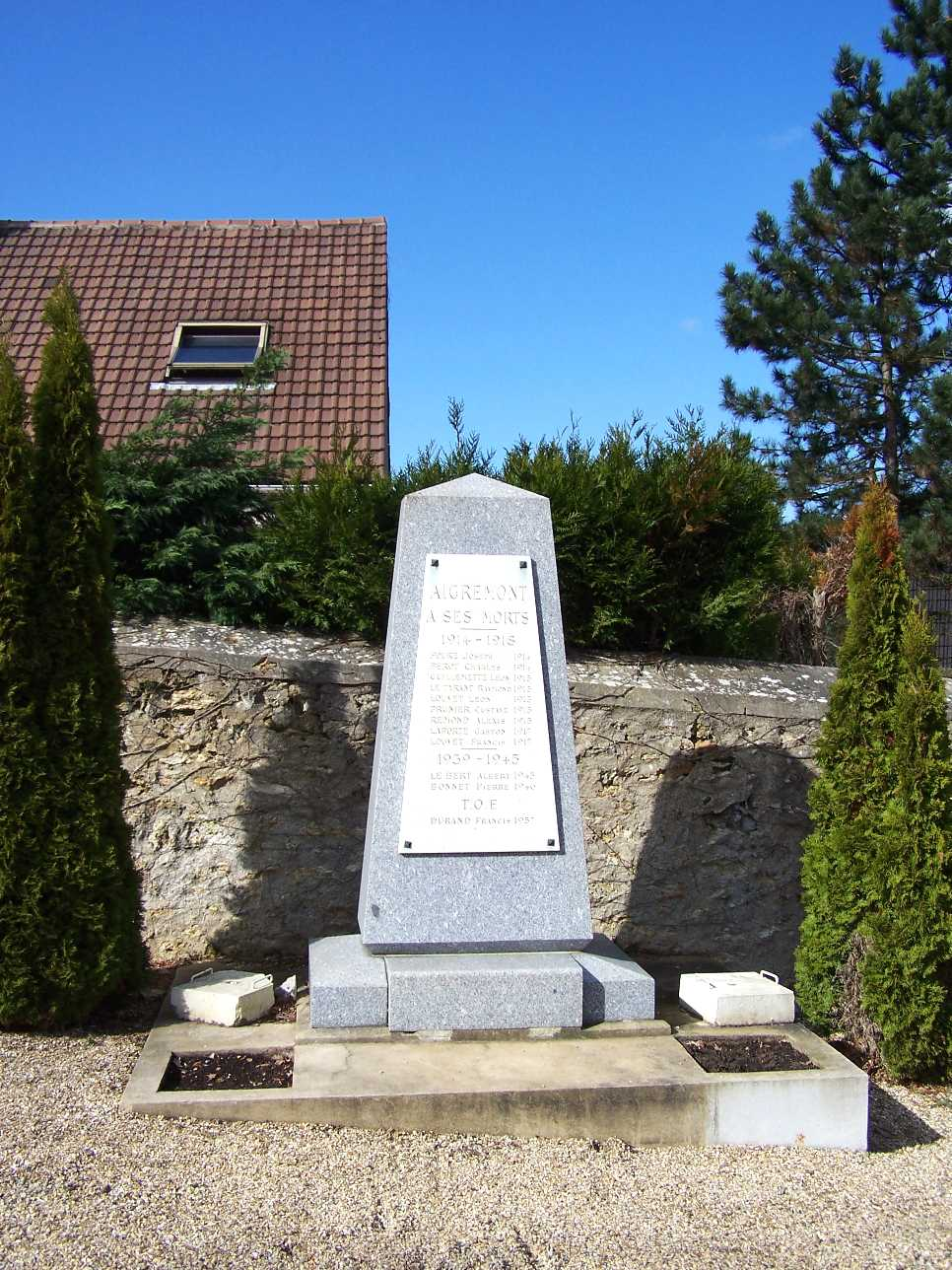
Le monument aux morts dans le cimetière.